# Иро, Хапилин
Хапилин Иро (англ. Hapilyn Iro, род. 15 апреля 1992) — соломонская тяжелоатлетка. Серебряный призёр Тихоокеанских игр 2011 года, двукратный серебряный призёр Тихоокеанских мини-игр 2009 и 2013 годов.

## Биография
Хапилин (Хеплин) Иро родилась 15 апреля 1992 года.
Дважды выигрывала серебряные медали Тихоокеанских мини-игр: в 2009 году в Раротонге заняла 2-е место в весовой категории до 69 кг, в 2013 году в Мата-Уту — в весовой категории до 63 кг, подняв 157 кг.
В 2011 году участвовала в чемпионате мира по тяжёлой атлетике в Париже. В весовой категории до 69 кг, заняла последнее, 32-е место, подняв в сумме двоеборья 178 кг (80 кг в рывке, 98 кг в толчке). Иро уступила 88 кг завоевавшей золото Оксане Сливенко из России.
В том же году завоевала серебряную медаль Тихоокеанских игр в Нумеа в весовой категории до 63 кг, подняв в сумме двоеборья 178 кг (79 кг в рывке, 99 кг в толчке).
В 2014 году выступала на Играх Содружества в Глазго, где с результатом 174 кг заняла 10-е место в весовой категории до 63 кг.